# Lucie Barma
Lucie Barma (ur. 24 września 1962 w Venise-en-Québec) – kanadyjska narciarka, specjalistka narciarstwa dowolnego. Zdobyła brązowe medale w balecie narciarskim na mistrzostwach świata w Tignes oraz mistrzostwach świata w Oberjoch. Zajęła również czwarte miejsce w tej samej konkurencji na igrzyskach olimpijskich w Calgary, jednakże narciarstwo dowolne było jedynie dyscypliną pokazową. Najlepsze wyniki w Pucharze Świata osiągnęła w sezonie 1981/1982, kiedy to zajęła 4. miejsce w klasyfikacji generalnej. W sezonach 1985/1986 oraz 1988/1989 była trzecia w klasyfikacji baletu narciarskiego.
W 1990 r. zakończyła karierę.

## Osiągnięcia

### Mistrzostwa świata
| Miejsce | Dzień    | Rok  | Miejscowość | Konkurencja      | Zwycięzca  |
| ------- | -------- | ---- | ----------- | ---------------- | ---------- |
| 3.      | 6 lutego | 1986 | Tignes      | Balet narciarski | Jan Bucher |
| 3.      | 1 marca  | 1989 | Oberjoch    | Balet narciarski | Jan Bucher |

### Puchar Świata

#### Miejsca w klasyfikacji generalnej
- sezon 1981/1982: 4.
- sezon 1982/1983: 7.
- sezon 1983/1984: 6.
- sezon 1984/1985: 13.
- sezon 1985/1986: 13.
- sezon 1986/1987: 16.
- sezon 1987/1988: 17.
- sezon 1988/1989: 9.
- sezon 1989/1990: 22.

#### Miejsca na podium
1. Snowqualmie – 2 stycznia 1982 (Jazda po muldach) – 2. miejsce
2. Snowqualmie – 3 stycznia 1982 (Balet) – 3. miejsce
3. Whistler Blackcomb – 9 stycznia 1982 (Balet) – 2. miejsce
4. Poconos – 26 stycznia 1982 (Balet) – 3. miejsce
5. Mont-Sainte-Anne – 4 lutego 1982 (Jazda po muldach) – 3. miejsce
6. Sella Nevea – 26 lutego 1982 (Jazda po muldach) – 3. miejsce
7. Sella Nevea – 27 lutego 1982 (Balet) – 2. miejsce
8. Livigno – 13 marca 1982 (Balet) – 3. miejsce
9. Livigno – 14 marca 1982 (Jazda po muldach) – 3. miejsce
10. Tignes – 24 marca 1982 (Jazda po muldach) – 3. miejsce
11. Livigno – 2 lutego 1983 (Balet) – 2. miejsce
12. Ravascletto – 12 lutego 1983 (Balet) – 2. miejsce
13. Breckenridge – 11 marca 1983 (Balet) – 3. miejsce
14. Oberjoch – 1 marca 1985 (Balet) – 3. miejsce
15. Sälen – 22 marca 1985 (Balet) – 3. miejsce
16. Tignes – 10 grudnia 1985 (Balet) – 1. miejsce
17. Zermatt – 17 grudnia 1985 (Balet) – 2. miejsce
18. Breckenridge – 22 stycznia 1987 (Balet) – 3. miejsce
19. Hasliberg – 18 marca 1988 (Balet) – 3. miejsce
20. Tignes – 10 grudnia 1988 (Balet) – 2. miejsce
21. Calgary – 20 stycznia 1989 (Balet) – 3. miejsce
22. Breckenridge – 27 stycznia 1989 (Balet) – 3. miejsce
23. Voss – 10 marca 1989 (Balet) – 3. miejsce
24. Åre – 16 marca 1989 (Balet) – 3. miejsce
25. Inawashiro – 9 lutego 1990 (Balet) – 2. miejsce
26. Madarao – 16 lutego 1990 (Balet) – 2. miejsce

- W sumie 1 zwycięstwo, 7 drugich i 18 trzecich miejsc.